# Sappho (planetka)
(80) Sappho je planetka nacházející se v hlavním pásu asteroidů. Její průměr činí asi 78 km. Byla objevena 2. května 1864 britským astronomem N. R. Pogsonem.